# トランシリアンJ線
J線（ジェーせん、フランス語: Ligne J）は、フランス国鉄（SNCF）によって運営されているフランスの首都パリとその大都市圏（イル＝ド＝フランス地域圏）で運行されているトランシリアンの路線である。パリ市内北部のサン＝ラザール駅から、パリ近郊北部のエルモン＝オーボンヌ駅、ジゾール駅、マント＝ラ＝ジョリー駅、ヴェルノン＝ジヴェルニー駅までを南北に結ぶ。1837年に開業。

## 概要
サン＝ラザール駅からエルモン、オーボンヌ、ジゾール、マント＝ラ＝ジョリー、ヴェルノンを結ぶ。
路線のほぼ全域がイル＝ド＝フランス地域圏にあるため、イル＝ド＝フランス・モビリテ（IdFM）の管轄下にあるが、ジゾール支線のシャルス駅以遠の地域はノルマンディー地域圏のウール県に、ヴェルノン＝ジヴェルニー支線のボニエール駅以遠の地域はオー＝ド＝フランス地域圏のオワーズ県にあり、管轄外となっている。

J線の路線図